# Lancheras de Cataño 2013
Questa voce raccoglie le informazioni riguardanti le Lancheras de Cataño nella stagione 2012.

## Stagione
La stagione 2013 vede le Lancheras de Cataño confermare nel ruolo di allenatore Rafael Olazagasti, artefice della vittoria del primo titolo nella storia della franchigia. Viene confermata gran parte del sestetto vincitore del campionato precedente, col ritorno di Debora Seilhamer, Tatiana Encarnación, Oneida González, Jessica Jones e Shannon Torregrosa. Tra le cinque giocatrici in uscita,  spiccano i nomi di Angela Pressey e Courtney Thompson, oltre che quelli delle giocatrici ingaggiate in prestito per la sola Coppa del Mondo per club. In entrata si segnalano invece gli ingaggi di Stacey Gordon, Vanessa Vélez e Karla Echenique.
La stagione si apre il 25 gennaio con un successo al quinto set sulle Mets de Guaynabo, dopo il quale la squadra va subito in serie positiva, aggiudicandosi altre otto gare consecutive. La prima sconfitta arriva a fine febbraio, in casa delle Orientales de Humacao. Dopo la reazione ed il successo nell'incontro successivo contro le Gigantes de Carolina, le Lancheras entrano in crisi, uscendo sconfitte in ben sei gare consecutive. La conseguenza di questo periodo negativo sono gli addii di Vanessa Vélez e Karla Echenique, a cui seguono gli ingaggi di Ariana López, Graciela Márquez e Lauren Van Orden. Grazie a questi aggiustamenti in corso d'opera, le Lancheras ottengono cinque vittorie in fila e vincono la regular season.
Giunte ai play-off come testa di serie numero 1, affrontano nel Girone A Vaqueras de Bayamón, Indias de Mayagüez e Pinkin de Corozal. Dopo il successo in gara 1 sulle Vaqueras, entrano immediatamente in crisi, perdendo due volte dalle Indias, future campionesse, ed una dalle Pinkin. Nonostante i due successi nelle ultime due gare, con un bilancio di tre vittorie e tre sconfitte, sono costrette ad una gara di spareggio contro le Pinkin de Corozal, dalla quale escono nettamente sconfitte per 3-0, chiudendo in quinta posizione il campionato.
Tra le Lancheras si distingue particolarmente Jessica Jones, inserita nello All-Star Team del campionato.

## Organigramma societario
Area direttiva
- Presidente: William López

Area tecnica
- Allenatore: Rafael Olazagasti

## Rosa
| N° | Nome                | Ruolo | Data di nascita  | Nazionalità sportiva |
| -- | ------------------- | ----- | ---------------- | -------------------- |
| 1  | Tatiana Jusino      | S     | 27 luglio 1990   | Porto Rico           |
| 2  | Debora Seilhamer    | L     | 10 aprile 1985   | Porto Rico           |
| 3  | Greysmarie Pérez    | L     | 31 gennaio 1995  | Porto Rico           |
| 4  | Tatiana Encarnación | S     | 28 luglio 1985   | Porto Rico           |
| 5  | Myrlena López       | C     | 29 novembre 1985 | Porto Rico           |
| 7  | Ariana López        | P     | -                | Porto Rico           |
| 8  | Paola Rivera        | C     | 6 marzo 1997     | Porto Rico           |
| 9  | Oneida González     | S/O   | 3 giugno 1981    | Porto Rico           |
| 10 | Stacey Gordon       | S     | 25 gennaio 1982  | Canada               |
| 11 | Jessica Jones       | C     | 15 novembre 1986 | Stati Uniti          |
| 12 | Vanessa Vélez       | S     | 29 agosto 1986   | Porto Rico           |
| 12 | Graciela Márquez    | S     | 23 marzo 1978    | Porto Rico           |
| 13 | Karla Echenique     | P     | 16 marzo 1986    | Rep. Dominicana      |
| 15 | Lauren Van Orden    | P     | 2 maggio 1990    | Stati Uniti          |
| 18 | Shannon Torregrosa  | C     | 1º febbraio 1981 | Porto Rico           |

## Mercato
| Acquisti | Acquisti         | Acquisti             | Acquisti   |
| R.       | Nome             | da                   | Modalità   |
| -------- | ---------------- | -------------------- | ---------- |
| P        | Paola Rivera     | ?                    | definitivo |
| S        | Stacey Gordon    | Criollas de Caguas   | definitivo |
| S/O      | Vanessa Vélez    | Pinkin de Corozal    | definitivo |
| P        | Karla Echenique  | Inattiva             | definitivo |
| P        | Ariana López     | ?                    | definitivo |
| S        | Graciela Márquez | Gigantes de Carolina | definitivo |
| P        | Lauren Van Orden | Kanti                | definitivo |

| Cessioni | Cessioni           | Cessioni              | Cessioni      |
| R.       | Nome               | a                     | Modalità      |
| -------- | ------------------ | --------------------- | ------------- |
| S        | Paulette García    | -                     | ritirata      |
| S        | Angela Pressey     | -                     | ritirata      |
| P        | Courtney Thompson  | Budowlani Łódź        | definitivo    |
| L        | Winna Pellot       | Mets de Guaynabo      | definitivo    |
| P        | Ednalí Serralta    | -                     | ritirata      |
| S/O      | Vanessa Vélez      | Gigantes de Carolina  | definitivo    |
| P        | Karla Echenique    | Inattiva              | definitivo    |
| S        | Yarimar Rosa       | Indias de Mayagüez    | fine prestito |
| P        | Mariel Medina      | Orientales de Humacao | fine prestito |
| C        | Jetzabel Del Valle | Orientales de Humacao | fine prestito |
| P        | Natalia Valentín   | Leonas de Ponce       | fine prestito |

## Risultati

### LVSF

#### Regular season
| 25 gennaio 2013 Coliseo Cosme Beitia Sálamo, Cataño       | Lancheras de Cataño   | 3 - 2 | Mets de Guaynabo      | 23-25, 26-24, 25-23, 23-25, 15-10 |
| 28 gennaio 2013 Coliseo Guillermo Angulo, Carolina        | Gigantes de Carolina  | 1 - 3 | Lancheras de Cataño   | 24-26, 29-27, 26-28, 5-25         |
| 31 gennaio 2013 Coliseo Cosme Beitia Sálamo, Cataño       | Lancheras de Cataño   | 3 - 0 | Criollas de Caguas    | 26-24, 28-26, 25-14               |
| 3 febbraio 2013 Coliseo Rubén Rodríguez, Bayamón          | Vaqueras de Bayamón   | 1 - 3 | Lancheras de Cataño   | 18-25, 26-28, 25-23, 18-25        |
| 8 febbraio 2013 Coliseo Cosme Beitia Sálamo, Cataño       | Lancheras de Cataño   | 3 - 1 | Orientales de Humacao | 25-17, 30-32, 25-17, 25-19        |
| 14 febbraio 2013 Coliseo Cosme Beitia Sálamo, Cataño      | Lancheras de Cataño   | 3 - 2 | Indias de Mayagüez    | 28-30, 25-22, 25-11, 25-19, 15-11 |
| 16 febbraio 2013 Coliseo Carmen Zoraida Figueroa, Corozal | Pinkin de Corozal     | 1 - 3 | Lancheras de Cataño   | 25-20, 20-25, 23-25, 29-31        |
| 19 febbraio 2013 Coliseo Rafael Amalbert, Juncos          | Valencianas de Juncos | 0 - 3 | Lancheras de Cataño   | 23-25, 21-25, 13-25               |
| 22 febbraio 2013 Coliseo Cosme Beitia Sálamo, Cataño      | Lancheras de Cataño   | 3 - 1 | Leonas de Ponce       | 25-19, 19-25, 25-19, 25-19        |
| 26 febbraio 2013 Complejo Deportivo Emilio Huyke, Humacao | Orientales de Humacao | 3 - 0 | Lancheras de Cataño   | 25-17, 25-19, 25-13               |
| 1 marzo 2013 Coliseo Cosme Beitia Sálamo, Cataño          | Lancheras de Cataño   | 3 - 0 | Gigantes de Carolina  | 25-21, 25-13, 25-22               |
| 5 marzo 2013 Coliseo Mario Morales, Guaynabo              | Mets de Guaynabo      | 3 - 2 | Lancheras de Cataño   | 17-25, 23-25, 25-23, 26-24, 15-13 |
| 9 marzo 2013 Coliseo Héctor Solá Bezares, Caguas          | Criollas de Caguas    | 3 - 1 | Lancheras de Cataño   | 19-25, 25-22, 25-20, 25-23        |
| 12 marzo 2013 Coliseo Cosme Beitia Sálamo, Cataño         | Lancheras de Cataño   | 1 - 3 | Vaqueras de Bayamón   | 26-24, 24-26, 21-25, 20-25        |
| 16 marzo 2013 Coliseo Cosme Beitia Sálamo, Cataño         | Lancheras de Cataño   | 2 - 3 | Pinkin de Corozal     | 25-21, 23-25, 25.23, 20-25, 11-15 |
| 18 marzo 2013 Coliseo Salvador Dijols, Ponce              | Leonas de Ponce       | 3 - 0 | Lancheras de Cataño   | 25-20, 25-15, 25-16               |
| 20 marzo 2013 Palacio de Recreación y Deportes, Mayagüez  | Indias de Mayagüez    | 3 - 2 | Lancheras de Cataño   | 21-25, 25-19, 25-23, 21-25, 15-13 |
| 22 marzo 2013 Coliseo Cosme Beitia Sálamo, Cataño         | Lancheras de Cataño   | 3 - 2 | Valencianas de Juncos | 25-20, 23-25, 25-18, 21-25, 21-19 |
| 24 marzo 2013 Coliseo Guillermo Angulo, Carolina          | Gigantes de Carolina  | 1 - 3 | Lancheras de Cataño   | 25-23, 15-25, 19-25, 24-26        |
| 28 marzo 2013 Coliseo Cosme Beitia Sálamo, Cataño         | Lancheras de Cataño   | 3 - 1 | Pinkin de Corozal     | 25-22, 17-25, 25-19, 26-24        |
| 30 marzo 2013 Coliseo Cosme Beitia Sálamo, Cataño         | Lancheras de Cataño   | 3 - 0 | Mets de Guaynabo      | 25-17, 25-22, 25-21               |
| 1 aprile 2013 Coliseo Rubén Rodríguez, Bayamón            | Vaqueras de Bayamón   | 2 - 3 | Lancheras de Cataño   | 25-22, 21-25, 25-21, 23-25, 13-15 |

#### Play-off
| Quarti di finale (gara 1) - 7 aprile 2013 Coliseo Cosme Beitia Sálamo, Cataño          | Lancheras de Cataño | 3 - 1 | Vaqueras de Bayamón | 20-25, 25-15, 25-22, 25-16        |
| Quarti di finale (gara 2) - 9 aprile 2013 Palacio de Recreación y Deportes, Mayagüez   | Indias de Mayagüez  | 3 - 1 | Lancheras de Cataño | 22-25, 25-14, 25-19, 26-24        |
| Quarti di finale (gara 3) - 11 aprile 2013 Coliseo Cosme Beitia Sálamo, Cataño         | Lancheras de Cataño | 2 - 3 | Pinkin de Corozal   | 25-27, 25-22, 25-23, 13-25, 14-16 |
| Quarti di finale (gara 4) - 13 aprile 2013 Coliseo Cosme Beitia Sálamo, Cataño         | Lancheras de Cataño | 0 - 3 | Indias de Mayagüez  | 25-27, 14-25, 22-25               |
| Quarti di finale (gara 5) - 15 aprile 2013 Coliseo Rubén Rodríguez, Bayamón            | Vaqueras de Bayamón | 0 - 3 | Lancheras de Cataño | 19-25, 24-26, 15-25               |
| Quarti di finale (gara 6) - 17 aprile 2013 Coliseo Carmen Zoraida Figueroa, Corozal    | Pinkin de Corozal   | 2 - 3 | Lancheras de Cataño | 25-20, 22-25, 25-18, 20-25, 9-15  |
| Quarti di finale (spareggio) - 18 aprile 2013 Coliseo Carmen Zoraida Figueroa, Corozal | Pinkin de Corozal   | 3 - 0 | Lancheras de Cataño | 25-22, 25-21, 25-22               |

## Statistiche

### Statistiche di squadra
| Competizione | Punti | In casa | In casa | In casa | In trasferta | In trasferta | In trasferta | Totale | Totale | Totale |
| Competizione | Punti | G       | V       | P       | G            | V            | P            | G      | V      | P      |
| ------------ | ----- | ------- | ------- | ------- | ------------ | ------------ | ------------ | ------ | ------ | ------ |
| LVSF         | 37    | 14      | 10      | 4       | 15           | 8            | 7            | 29     | 18     | 11     |
| Totale       | -     | 14      | 10      | 4       | 15           | 8            | 7            | 29     | 18     | 11     |

G = partite giocate; V = partite vinte; P = partite perse